# 782
سنة 782 م كانت سنة بسيطة تبدأ يوم الثلاثاء (الرابط يظهر نموذج التقويم الكامل للسنة) من التقويم اليولياني. بدأت تسمية السنة ب782 منذ العصور الوسطى المبكرة، عندما أصبح تقويم أنو دوميني هو الأسلوب السائد في أوروبا لتسمية السنوات.

## مواليد
- العباس بن هشام الكلبي

## وفيات
- الإمبراطور كونين
- خالد بن برمك
- وهيب بن خالد بن عجلان أحد رواة الحديث النبوي من تابعي التابعين